# Macrotoma
Macrotoma is een geslacht van kevers uit de familie van de boktorren (Cerambycidae). De wetenschappelijke naam van het geslacht werd in 1832 voorgesteld door Audinet-Serville.

## Soorten
- Macrotoma gerstaeckeri (Lameere, 1903)
- Macrotoma androyana Fairmaire, 1901
- Macrotoma delahayei Bouyer, 2010
- Macrotoma drumonti Bouyer, 2011
- Macrotoma gracilipes Kolbe, 1894
- Macrotoma hayesii (Hope, 1833)
- Macrotoma mourgliai Bouyer, 2010
- Macrotoma natala Thomson, 1861
- Macrotoma palmata (Fabricius, 1793)
- Macrotoma serripes (Fabricius, 1781)

## Synoniemen
- Telotoma Quentin & Villiers, 1978 (type: Prionus hayesii)